# Luca Marinelli
Luca Marinelli (Roma, 22 d'octubre de 1984) és un actor italià. És conegut sobretot pels papers de Guido a Tutti i santi giorni (2012), Cesare a Non essere cattivo (2015), Zingaro a Lo chiamavano Jeeg Robot (2016), el personatge principal de Martin Eden (2019) i Nicky a The Old Guard (2020).

## Biografia
Fill de l'actor de doblatge Eugenio Marinelli, va estudiar a l'Accademia Nazionale di Arte Drammatica Silvio D'Amico, on es va graduar el 2009. Apareixia ocasionalment a l'escenari des del 2006, però el seu primer paper destacat va ser Mattia, el personatge principal de la pel·lícula dramàtica La solitudine dei numeri primi (2010) de Saverio Costanzo. El 2013 va ser nominat al Premi Shooting Stars del Festival Internacional de Cinema de Berlín per la seva actuació a la pel·lícula de Paolo Virzì Tutti i santi giorni. Marinelli també va tenir un paper secundari en el drama guanyador de l'Oscar La grande bellezza de Paolo Sorrentino.
Pel seu paper de Cesare a la pel·lícula de Claudio Caligari Non essere cattivo, va guanyar el premi Pasinetti al millor actor a la 72a Mostra Internacional de Cinema de Venècia.
El 2016 va guanyar el Nastro d'Argento i el David di Donatello al millor actor no protagonista per Lo chiamavano Jeeg Robot, i el 2019 va guanyar la Copa Volpi per la millor interpretació masculina per la seva interpretació del paper protagonista a Martin Eden a la 76a Mostra Internacional de Cinema de Venècia. També va interpretar l’antagonista Primo a la sèrie de televisió Trust, o va interpretar Nicky en la pel·lícula de Netflix The Old Guard.
El 2021 va protagonitzar Diabolik a la pròxima pel·lícula basada en la sèrie de còmicss. A la 65a edició dels Premis Sant Jordi de Cinematografia va rebre el premi al millor actor estranger pel seu paper a Martin Eden.

## Vida privada
Des del 2012 és vinculat sentimentalment a l'actriu Alissa Jung, amb la que es va casar posteriorment. Es van conèixer treballant a la sèrie Maria di Nazaret, en la que interpretaven a Maria i Josep.

## Filmografia

### Cinema
- La solitudine dei numeri primi, dirigida per Saverio Costanzo (2010)[9]
- L'ultimo terrestre, dirigida per Gian Alfonso Pacinotti (2011)
- Waves, dirigida per Corrado Sassi (2011)
- Nina, dirigida per Elisa Fuksas (2011)
- Tutti i santi giorni, dirigida per Paolo Virzì (2012)
- La grande bellezza, dirigida per Paolo Sorrentino (2013)
- Il mondo fino in fondo, dirigida per Alessandro Lunardelli (2013)
- Non essere cattivo, dirigida per Claudio Caligari (2015)
- Lo chiamavano Jeeg Robot, dirigida per Gabriele Mainetti (2015)
- Slam - Tutto per una ragazza, dirigida per Andrea Molaioli (2016)
- Il padre d'Italia, dirigida per Fabio Mollo (2017)
- Lasciati andare, dirigida per Francesco Amato (2017)
- Una questione privata, dirigida per Paolo i Vittorio Taviani (2017)
- Fabrizio De André - Principe libero, dirigida per Luca Facchini (2018)
- Ricordi?, dirigida per Valerio Mieli (2018)
- Martin Eden, dirigida per Pietro Marcello (2019)
- The Old Guard, dirigida per Gina Prince-Bythewood (2020)
- Diabolik, dirigida pels germans Manetti (2021)

### Televisió
- I Cesaroni 2 – sèrie de televisió (2008)
- Provaci ancora prof! 3 – sèrie de televisió (2008)
- Butta la luna 2 – sèrie de televisió (2009)
- Un caso di coscienza – sèrie de televisió
- Maria di Nazaret – minisèrie de televisió (2012)
- Die Pfeiler der Macht – sèrie de televisió (2016)
- Trust – sèrie de televisió (2018)

### Videoclip
- Niente di strano, senzill de Giorgio Poi, dirigida per Francesco Lettieri (2016)

## Premis i nominacions
| Premi                                     | Any  | Obra                               | Categoria                                        | Resultat     |
| ----------------------------------------- | ---- | ---------------------------------- | ------------------------------------------------ | ------------ |
| Ciak d'oro                                | 2016 | Lo chiamavano Jeeg Robot           | Millor actor de repartiment                      | Guanyador    |
| David di Donatello                        | 2013 | Tutti i santi giorni               | Millor actor                                     | Nominat      |
| David di Donatello                        | 2016 | Non essere cattivo                 | Millor actor                                     | Nominat      |
| David di Donatello                        | 2016 | Lo chiamavano Jeeg Robot           | Millor actor de repartiment                      | Guanyador    |
| David di Donatello                        | 2019 | Fabrizio De André: Principe libero | Millor actor                                     | Nominat      |
| David di Donatello                        | 2020 | Martin Eden                        | Millor actor                                     | Nominat      |
| Globo d'oro                               | 2012 | Tutti i santi giorni               | Millor actor                                     | Nominat      |
| Globo d'oro                               | 2017 | Il padre d'Italia                  | Millor actor                                     | Nominat      |
| Globo d'oro                               | 2018 | Una questione privata              | Millor actor                                     | Guanyador[i] |
| Globo d'oro                               | 2020 | Martin Eden                        | Millor actor                                     | Nominat      |
| Nastro d'Argento                          | 2012 | Tutti i santi giorni               | Millor actor                                     | Nominat      |
| Nastro d'Argento                          | 2016 | Lo chiamavano Jeeg Robot           | Millor actor de repartiment                      | Guanyador    |
| Nastro d'Argento                          | 2017 | Il padre d'Italia                  | Millor actor                                     | Nominat      |
| Mostra Internacional de Cinema de Venècia | 2015 | Non essere cattivo                 | Premi Pasinetti al millor actor                  | Guanyador    |
| Mostra Internacional de Cinema de Venècia | 2019 | Martin Eden                        | Copa Volpi per la millor interpretació masculina | Guanyador    |
| Premi Vittorio Gassman                    | 2015 | Non essere cattivo                 | Millor actor                                     | Guanyador    |

^[i] Ex-aequo amb Toni Servillo per La noia en la boira.